# Mała encyklopedia (Biblioteka Problemów)
Mała encyklopedia (Biblioteka Problemów) – seria wydawnicza popularnonaukowych polskich encyklopedii wydawanych w latach 1957-1969 przez Wydawnictwo Naukowe PWN.

## Historia
Była to seria encyklopedii wydanych przez Wydawnictwa Nakukowe PWN, które opracowywane zostały przez zespoły redaktorskie złożone z ekspertów w danej dziedzinie. Miały one mały, "kieszonkowy" format 20x13 cm i wydawane były zazwyczaj w jednym tomie. Liczyły ok. 1000 stron i zawierały czarno-białe zdjęcia, rysunki oraz schematy. 
Wydawane były w serii popularnonaukowej "Biblioteka Problemów". Pierwszą encyklopedią z tej serii była Mała encyklopedia przyrodnicza wydana po raz pierwszy w 1957 i w ciągu trzech lat rozeszła się w 100 tys. egzemplarzy. Ze względu na popularność encyklopedia miała drugie poprawione wydanie w 1962. Wydawano także inne tomy poświęcone innym dziedzinom.

## Wydane tomy w serii Biblioteka Problemów
W serii wyszły w latach 1957-1969 następujące tomy:
- Mała encyklopedia przyrodnicza, Red. nacz. Kazimierz Maślankiewicz, redaktorzy: Tadeusz Czechnowski, Walentyna Kosińska, Roman Malesiński, Zofia Plucińska, Alfred Windholz, Zenobia Załugowa, I tom, 945 stron, dwa wydania 1957 i 1962.
- Mała encyklopedia zdrowia, Jan Wolański, I tom, 937 stron, trzy wydania 1958, 1967 (1183 stron), 1969 (1188 stron).
- Mała encyklopedia świata antycznego tom 1 i 2, Praca Zbiorowa Tom I wydany w 1958 liczył 567 stron, Tom II wydany w 1962, liczył stron 443.
- Mała encyklopedia prawa, red. nacz. Leon Kurowski, Ludwik Bar, 843 stron, wydanie w 1959.
- Mała encyklopedia techniki, I tom, red. Adam Tadeusz Troskolański, wyd. pierwsze z 1960 liczyło 1162 stron, a wydanie druge w 1962 liczyło 1180 stron.
- Mała encyklopedia muzyki, red. Stefan Śledziński, Józef Reiss, 922 strony,  1960.
- Mała encyklopedia powszechna, red. Czesław Sojecki, 1969.